# Fran Serafin Vilhar
Fran Serafin Vilhar (Kalski), slovenski skladatelj, pianist, orglar in zborovodja, * 5. januar 1852, Senožeče, † 4. marec 1928, Zagreb.

## Življenje
Bil je sin Miroslava Vilharja. Glasbene teorije ga je sprva naučil Theodor Elze, nemški protestantski pastor, leta 1870 pa je odšel na praško orglarsko šolo. Njegov opus obsega preko 300 različnih skladb, predvsem vokalnih (samospevi, zbori) in glasbeno-gledaliških. Deloval je na Hrvaškem, posvetil se je razvoju tamkajšnje glasbe, zato je v svoja dela vključeval tudi hrvaško ljudsko pesem. Njegova glasbena misel sledi romantičnim in novoromantičnim silnicam. Tudi na področju opere se je lotil narodnih snovi.

## Scenska glasba

### Opere
- Smiljana (1897)
- Ivanjska kraljica (1902)
- Lopudska sirotica (1913)
- Zvonimir (nedokončana)

### Operete
- Ustaška nevolja (1889)
- Gospa Pokondirevićka (1905)